# Dinatriumcyanodithioimidocarbonat
Dinatriumcyanodithioimidocarbonat ist eine chemische Verbindung aus der Gruppe der Dithiocarbamate.

## Geschichte
Dinatriumcyanodithioimidocarbonat wurde in den USA bereits 1957 für die Verwendung als industrielles Bakterizid und Schleimbekämpfungsmittel registriert. Die EPA hat im September 1992 Untersuchung für die Neuzulassung angefordert, die Daten zur Produktchemie, Toxikologie, ökologische Auswirkungen und Daten zum Umweltverhalten enthalten sollte. 1994 waren noch über 50 Pestizid Produkte registriert, die den Wirkstoff enthielten.

## Gewinnung und Darstellung
Dinatriumcyanodithioimidocarbonat kann mit verschiedenen Methoden synthetisiert werden, z. B. durch die Reaktion von Chlorcyan mit Natriumsulfid und Ammoniumthiocyanat oder durch die Reaktion von Natriumcyanid mit Schwefelkohlenstoff und Ammoniumcarbonat.

## Eigenschaften
Dinatriumcyanodithioimidocarbonat ist ein gelblicher bis leicht oranger Feststoff, der schwer löslich in Wasser ist.

## Verwendung
Dinatriumcyanodithioimidocarbonat wird als Mikrobiozid in Wassersystemen zur Lebensmittelverarbeitung verwendet.

## Regulierung
Über den Safe Drinking Water and Toxic Enforcement Act of 1986 besteht in Kalifornien seit dem 30. März 1999 eine Kennzeichnungspflicht für Produkte, die Dinatriumcyanodithioimidocarbonat enthalten.